# Köhn
Köhn er en by og kommune i det nordlige Tyskland, beliggende i Amt Probstei i den nordlige del af Kreis Plön. Kreis Plön ligger i den østlige/centrale del af delstaten Slesvig-Holsten.

## Geografi
Köhn er beliggende omkring 9 km sydøst for Schönberg og omkring 6 km fra Østersøen. Kommunen ligger ved nordbredden af den 21,37 km² store Selenter See. Søbredderne er en del af et 705 hektar stort naturschutzgebiet, Nordteil des Selenter Sees und Umgebung, og Hohenfelder Mühlenau der afvander Selenter See til Østersøen, løber gennem kommunen.
I kommunen ligger ud over Köhn, landsbyerne Moorrehmen, Mühlen og Pülsen, samt bebyggelserne Bullenbrook, Köhner Hegbök, Köhnerholz, Selkenrade og Wulfsberg.